# Marquerie
Marquerie é uma comuna francesa na região administrativa de Occitânia, no departamento dos Altos Pirenéus. Estende-se por uma área de 3,46 km². Em 2010 a comuna tinha 83 habitantes (densidade: 24 hab./km²).